# Oom Paul (Neerkant)
Oom Paul was een windkorenmolen in Neerkant.

## Geschiedenis
In 1900 werd door molenaar Theobald Fransen een windkorenmolen gebouwd aan de Moostdijk in Neerkant. De molen, die eerder ergens in Gelderland gestaan moet hebben, werd vernoemd naar Fransen's grote held Paul Kruger (Oom Paul). 
Toen Fransen in 1934 overleed, kwam de molen stil te staan. Rond 1936 werd hij gesloopt. De roeden kregen een nieuwe bestemming in Budel-Schoot, waar ze gebruikt werden voor de molen Janzona.